# Kasein

Micell kasein.

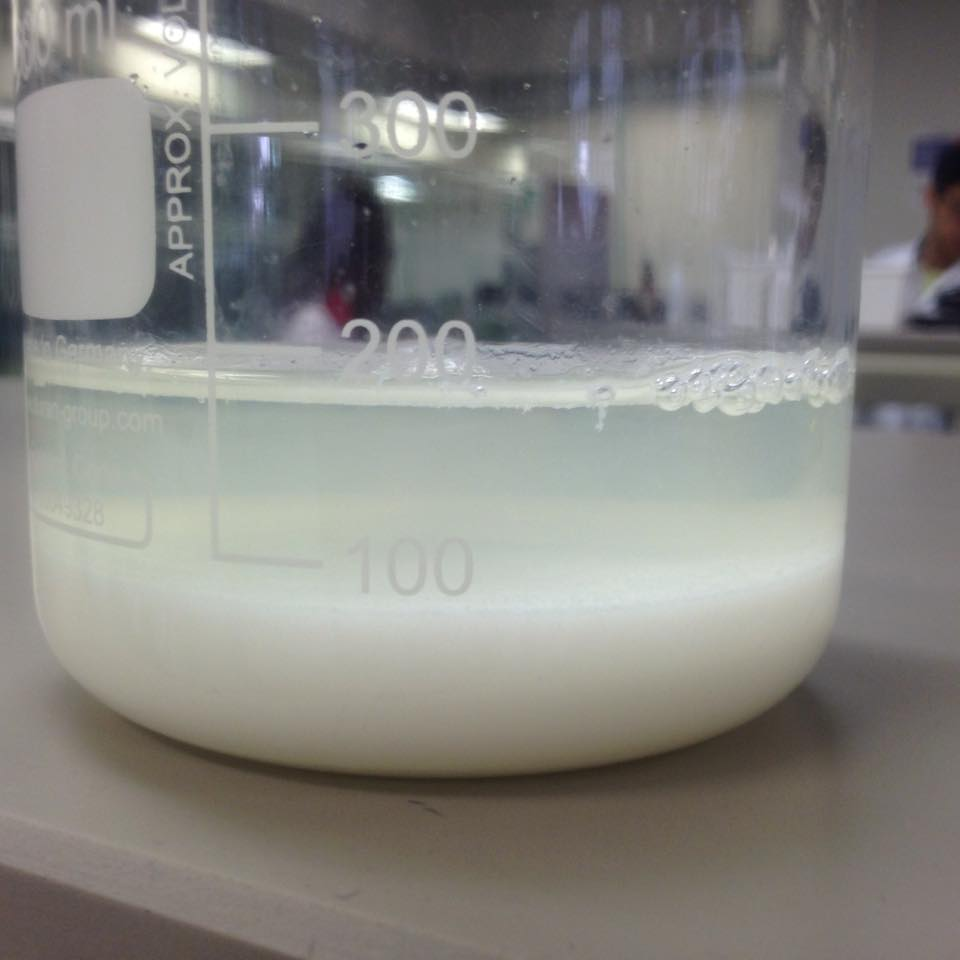
Utfällning av kasein från mjölk med saltsyra.

Kasein (från latinets caseus, ost), ostämne, är fosforhaltiga proteiner som är huvudbeståndsdel i mjölkprotein och som har förmåga att binda kalcium.
Dessa står för ca 80% av proteinerna  i komjölk och för mellan 20% och 45% av proteinerna i människomjölk. Fårmjölk och buffelmjölk har ett högre kaseininnehåll än andra sorters mjölk, medan människomjölk är ovanligt kaseinfattig.
Om man tillsätter enzymet kymosin, som finns i löpe, får man kaseinet att koagulera och fällas ut som parakasein (egentligen kalciumparakaseinat) och bilda ost.
Kasein, framställt av surgjord skummjölk, används som livsmedelsprotein i bland annat charkuterier och som kosttillskott. Det förekommer att människor är allergiska mot mjölkprotein, och de måste undvika alla livsmedel som innehåller mjölk eller kaseinprodukter. Detta är inte detsamma som laktosintolerans.

## Byggnader
Kasein används också i lim och som bindemedel eller emulgator i tempera- och kalkfärger. Under 1980-talet blev många hus "sjuka" på grund av kaseinhaltigt flytspackel som avgav giftiga gaser efter att kaseinet hade reagerat med fukten i otillräckligt torkade betonggolv.
Ett område som råkade ut för detta är bostadsområdet Dalen utanför Stockholm där kaseinhaltiga flytspackel användes vid uppförandet av husen. Man mätte upp höga halter av ammoniak, men även 2-etylhexanol fanns i inomhusluften. Samtliga 1 500 lägenheter i området har blivit sanerade.